# Orchesia grandicollis
Orchesia grandicollis là một loài bọ cánh cứng trong họ Melandryidae. Loài này được Rosenhauer miêu tả khoa học năm 1847.